# Joachim Hahn (Komiker)
Joachim Hahn (* 17. September 1985 in Braunschweig) ist ein deutscher Komiker. Einen großen Teil seiner Auftritte machen One-Liner und schwarzer Humor aus. Oft karikiert seine ironische Bühnenfigur dabei mit einem Tabuthema einen bekannten Stereotyp.

## Karriere
Im Stile der amerikanischen Stand-up-Comedy tritt Joachim Hahn stets solo und ohne Inventar auf. Seine Anfänge auf der Bühne hatte er 2009, als er im von Cindy aus Marzahn moderierten Talentwettbewerb des Quatsch Comedy Clubs das Finale erreichte. Es folgten u. a. regelmäßige Auftritte in Thomas Hermanns Quatsch Comedy Club Mix, Café Hahn Koblenz, Rex-Theater Wuppertal, Unterhaus Mainz, Schmidts Tivoli Hamburg und bei Nightwash.
2013 war er Teil der Rebell Comedy Touren Lach kaputt was dich kaputt macht und Deutscher Frühling.

## Auszeichnungen
- 2015: 1. Platz Mannheimer Comedy Cup – Kategorie „Professionals“[3]
- 2017: 1. Platz Comedy Slam Trier
- 2017: 2. Platz Master Comedy Slam Düsseldorf
- 2023: 2. Platz St. Prosper Kabarettpreis[4]